# بافيل نازيموف
بافيل نازيموف (بالروسية: Назимов, Павел Викторович)‏ (4 فبراير 1996 - ) هو لاعب كرة قدم روسي في مركز الهجوم. لعب مع زينيت سانت بطرسبرغ وFC Zenit-2 Saint Petersburg ‏.

## وصلات خارجية
- بافيل نازيموف على موقع قاعدة بيانات كرة القدم.إي يو (الإنجليزية)
- بافيل نازيموف على موقع Soccerway.com (الإنجليزية)